# Aittasaari (ö i Lappland, Norra Lappland, lat 69,42, long 27,42)
Aittasaari, nordsamiska: Äittisuálui, är en ö i Finland. Den ligger i sjön Jullamojärvi och i kommunen Enare i den ekonomiska regionen Norra Lappland och landskapet Lappland, i den norra delen av landet, 1 000 km norr om huvudstaden Helsingfors. Öns area är 1,4 hektar och dess största längd är 260 meter i sydväst-nordöstlig riktning.